# The Invisible Man (canción)
The Invisible Man es la quinta canción y tercer sencillo del disco The Miracle, realizada en 1989 por la banda de Rock inglesa Queen. Roger Taylor dijo que se inspiró en la canción mientras leía un libro y el sonido del bajo se le vino a la mente.
La letra de The Invisible Man nombra a cada uno de los integrantes de la banda. Freddie Mercury justo antes del primer verso, John Deacon después del primer verso, Brian May antes del solo de guitarra, y Roger Taylor cerca del final de la canción.

## Video musical
El video musical de la canción muestra un videojuego llamado "The Invisible Man". Un niño está jugando este juego, mientras los integrantes de la banda aparecen en la vida real y tocan la canción. El niño intenta dispararles con su control. 
El videoclip fue remarestizado en el canal de la banda de YouTube en el año 2022. 

## Datos
- Butch Hartman el creador del dibujo animado Danny Phantom dijo que el tema de inicio de la serie fue inspirado por la línea de bajo de The Invisible Man.
- En el video aparece Daniella Westbrook cuando tenía tan solo 15 años. Se hizo famosa por participar en la telenovela británica EastEnders.
- Scatman John versionó The Invisible Man para su disco "Everybody Jam!" de 1996.
- En un mudo gesto de homenaje, el segundo track del disco Keeper Of The Seven Keys: The Legacy, de la banda de Power metal Helloween, se titula The Invisible Man.
- Aparece un póster de Madonna en la pared de la recámara del niño.

- Datos: Q1075319